# Anderson Luiz de Sousa
Anderson Luiz de Sousa (São Bernardo do Campo, Brazil, 27. kolovoza 1977.),  poznatiji kao Deco, je portugalski umirovljeni nogometaš rođen u Brazilu.
U svojoj bogatoj karijeri, igrao je za velike klubove kao što su Porto, Barcelona, Chelsea i Fluminense.
S F.C. Portom i Barcelonom je osvajao europsku ligu prvaka.
U ljeto 2013. je odlučio otići u mirovinu nakon 17 godina igranja.